# Валь-делла-Торре
Валь-делла-Торре (итал. Val della Torre, пьем. Val ëd la Tor) — коммуна в Италии, располагается в регионе Пьемонт, в провинции Турин.
Население составляет 3529 человек (2008 г.), плотность населения составляет 98 чел./км². Занимает площадь 36 км². Почтовый индекс — 10040. Телефонный код — 011.
Покровителем коммуны считается святой Донат из Ареццо, празднование 7 августа.

## Демография
Динамика населения:

## Администрация коммуны
- Официальный сайт: https://web.archive.org/web/20100327142833/http://www.comune.valdellatorre.to.it/